# 阿弥嶺駅
阿弥嶺駅（あみれいえき）は、中華人民共和国湖南省長沙市天心区にある3号線の駅である。

## 駅構造
- 島式ホーム1面

## 駅周辺
- 車站南路
- 桂花樹小学
- 城南路口